# Hanko
Hanko (svensk: Hangö) er en tosproget havneby på Finlands sydkyst, 130 km vest for Helsinki. Befolkningstallet var på 9.905 ved udgangen af 2004, og heraf var flertallet finsktalende, mens et mindretal på 44,3% var svensktalende.

## Features
Hangö halvøen, hvor byen ligger, er den sydligste spids af det kontinentale Finland. Jorden er sandet moræne, og bevoksningen består fortrinsvis af fyr og lave buske. Hangö er kendt for sin kønne skærgård.
Byen har en kystlinje på omkring 130 km, hvoraf 30 km er sandstrand. Der er også over 90 mindre øer i kommunen.
Konturen af Hangö domineres af kirken og vandtårnet. Begge fik deres nuværende udformning efter 2. verdenskrig, hvor deres forgængere enten blev beskadiget eller ødelagt af den Røde Hær.
Rederiet Scandlines besejler siden oktober 2007 ruten mellem Hangö og Rostock fire gange om ugen med to RoRo-færger med en overfartstid på 36 timer.

## Begivenheder
Hangö Regatta har været en traditionel begivenhed i Finland og er den største begivenhed om sommeren i Hangö. Sejlentusiaster deltager for at være med i konkurrencerne, hvortil kommer mange unge mennesker, som ikke har interesse i eller forstand på sejlads, men kun deltager for at feste og drikke. Det sidste er bagsiden ved regattaen, som de fleste af byens indbyggere ikke synes om, og som koster meget til oprydning i parker og gader.
Andre traditionelle sommeraktiviteter omfatter tennisuge, ridekonkonkurrencer og sommerteater.
Adskillige sandstrande og mange lysthavne tiltrækker turister i sommermånederne.

## Historie
Stedet var allerede kendt af sejlere i det 15. århundrede. Helleristninger fra den tid er ridset ind i klippen ved "Hauensuoli" (sv: "Gäddtarmen") øen.
Hangö har en lang historie med krige og slag. Slaget ved Hangö mellem den svenske og den russiske flåde blev udkæmpet i 1714 i skærgården nord for halvøen. Slaget var den første sejr nogensinde, som blev vundet af den kejserlige, russiske flåde.
Fæstningsbyggeriet på Hangö halvøen startede allerede i slutningen af det 18. århundrede, da svenskerne byggede tre adskilte forter på de omkringliggende øer. Forterne blev senere bombarderet af den britiske Royal Navy under Krimkrigen og de endte med at blive sprængt i luften under kampene af deres egne forsvarere.
Byen blev grundlagt i 1874, kort tid efter at jernbanen mellem Hangö og Hyvinge var blevet indviet i 1872. Byens charter blev udstedt af zar Alexander 2. af Rusland.
Hangö var den havn, som emigranter valgte, når de forlod Finland for at prøve lykken i Amerika i slutningen af det 19. århundrede og begyndelsen af det 20. århundrede. Et mindesmærke med fugle i flugt erindrer om dette.
I slutningen af det 19. århundrede, mens Finland stadig var et storhertugdømme, var Hangö en populær badeby for den finske adel. Nogle af bygningerne fra denne periode har overlevet. Mest bemærkelsesværdigt er Hanko Casino, som ikke er et sted man spiller hasard, men derimod en spisesal. I dag er det en restaurant.
Feltmarskal Carl Gustaf Mannerheim ejede en café, "Fyra Vindarnas Hus" som stadig er meget populær blandt turister og indfødte.
Bengtskär fyrtårnet er det højeste i Norden med sine 52 m. Det ligger 25 km sydvest for Hangö. Det blev bygget i 1906 og er det første fyrtårnsmuseum i Finland.

## Sovjetisk flådebase
Ved Fredsaftalen i Moskva, som afsluttede Vinterkrigen i 1939-1940, blev Hangö udlejet til Sovjetunionen som militærbase i 30 år. Under Fortsættelseskrigen blev de sovjetiske styrker tvunget til at evakuere basen i starten af december 1941. Sovjetunionen opgav formelt lejeaftalen ved Pariserfredsaftalen i 1947. Som et kuriosum kan det nævnes, at på den korte finsk-russiske front ved halvøen var styrken på den finske side svenske frivillige. Et museum er blevet etableret på stedet blandt skyttegrave og andre rester fra krigen.
Flådebasen ved Hangö blev erstattet af Porkkala ved Våbenhvilen i Moskva den 19. september 1944 og blev givet tilbage til Finland i januar 1956.

## Venskabsby i Danmark
Gentofte kommune er Hankos venskabsby i Danmark.